# 歩兵第92連隊
歩兵第92連隊（ほへいだい92れんたい、歩兵第九十二聯隊）は、大日本帝国陸軍の連隊の一つ。

## 沿革
1944年（昭和19年）7月6日、本土防衛強化のため新設された第44師団の歩兵連隊の一つとして大阪で編成された。兵力補充は大阪師管区の歩兵第1補充隊で担当した。同年4月26日、軍旗拝受。関東平野に転進し本土決戦に備える中で終戦を迎えた。

## 歴代連隊長
| 代 | 氏名     | 在任期間        | 出身校・期 | 備考 |
| -- | -------- | --------------- | ---------- | ---- |
| 1  | 伊奈重誠 | 1944.8.2 - 終戦 | 陸士31期   |      |